# Hultsjö

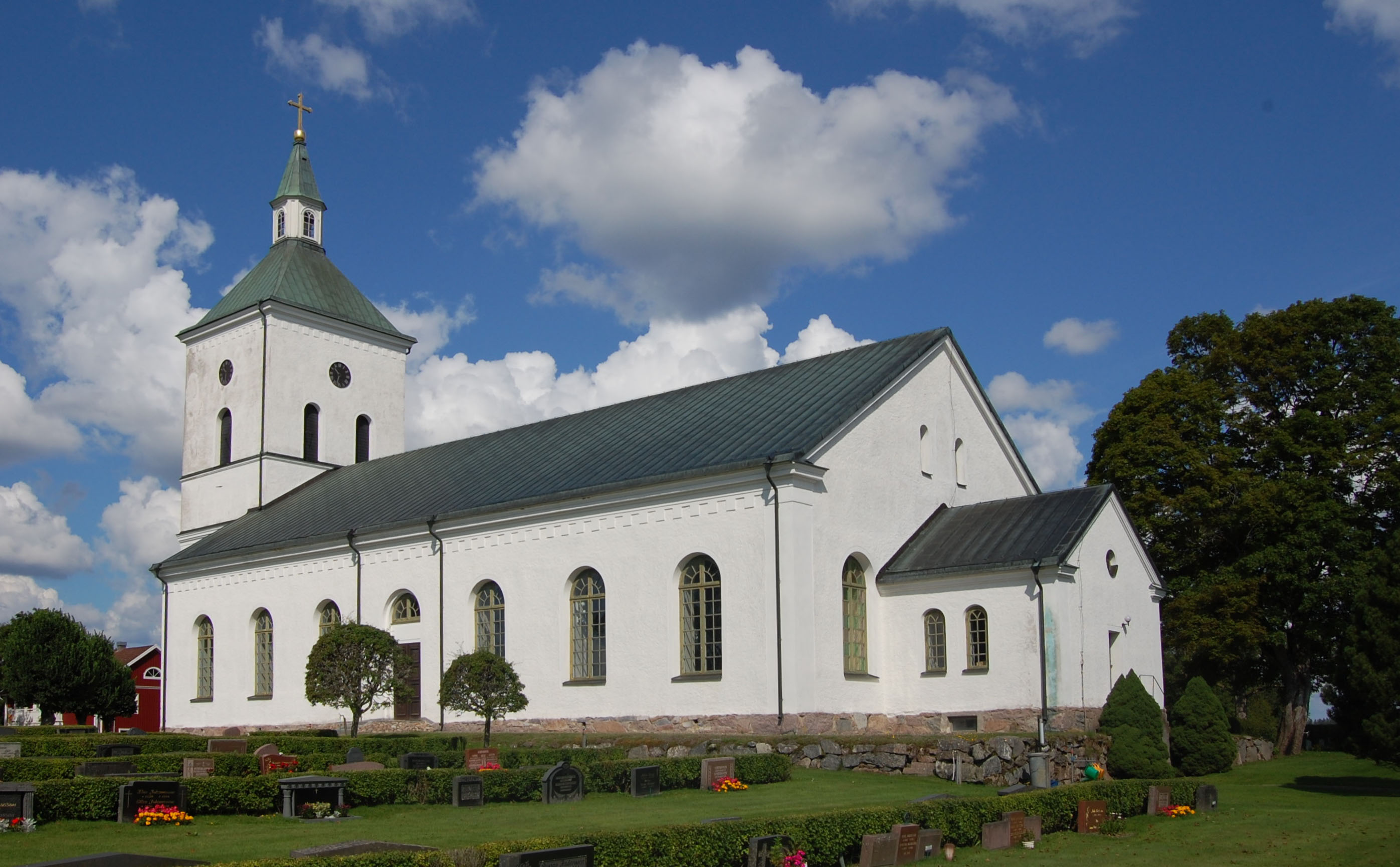
Kirche von Hultsjö

Hultsjö ist ein Dorf in der schwedischen Gemeinde Sävsjö der Provinz Jönköpings län sowie der historischen Provinz (landskap) Småland.
Es liegt etwas abgelegen südlich der Stadt Sävsjö an der Landstraße von Sävsjö nach Kännestubba. Westlich liegt Stockaryd. Östlich des Dorfes erstreckt sich der See Hultsjön. Hultsjö hat weniger als 50 Einwohner (Stand 2010). In der Nähe des Dorfs verläuft der Wanderweg Höglandsleden.
Die Geschichte des Dorfes geht weit zurück. Nordöstlich der eigentlichen Ortslage erstreckt sich das aus der Eisenzeit stammende Gräberfeld von Hultsjö. Im Ort selbst befindet sich die Kirche von Hultsjö mit einem alten Kirchhof und Einrichtungsgegenständen aus dem 13. Jahrhundert. Die heutige Kirche entstand jedoch erst in den 1860er-Jahren.

## Persönlichkeiten
In Hultsjö geboren wurde der schwedische Superintendent Johannes Petri Ungius (1570–1617).
Der schwedische Theologe, Naturforscher und Arzt Johan Pontén (1776–1857) war zeitweise Pfarrer an der Kirche von Hultsjö.
Ulrika Eleonora Stålhammar (1683–1733), bekannt geworden als weiblicher Soldat, verstarb 1733 in der etwas nordwestlich von Hultsjö gelegenen Siedlung Björnskog.
Koordinaten: 57° 19′ N, 14° 43′ O